# Muscular Development
«Muscular Development» (читается — «маскуляр девелопмент», перевод — «мышечное развитие»; рус. название — «Мускуляр») — американский журнал о фитнесе и бодибилдинге, основанный в 1964 году широко известным в мире тяжелоатлетом и предпринимателем Бобом Хоффманом, который также является основателем журнала «Strength and Health», а также «York Barbell» и производителем линии спортивных добавок.

## О журнале
Джон Гримек — один из величайших культуристов мира и тяжелоатлетов 1930-х и 1940-х годов — был редактором журнала с 1964 года. После смерти Хоффмана в 1985 году журналом некоторое время владел его соратник и единомышленник Джон Терпак, во времена которого издание продолжало оставаться зеркалом мира тяжёлой атлетики.
В 1986 году компания «Twinlab» приобрела издательский дом «Advanced Research Press», выпускавший журнал «Muscular Development» и несколько других изданий, посвященных бодибилдингу, фитнесу и здоровому образу жизни.
Корпорация «Twinlab», основанная в 1968 году, была названа в честь сыновей-близнецов её хозяина, бизнесмена и продавца фармацевтики — Дэвида Блэкмана. Одним из первых продуктов компании была жидкая протеиновая добавка, ставшая очень популярной среди американцев в конце 1960-х годов. Скорее всего, такой успех продукта был связан с разработкой Робертом Линном новой низкобелковой диеты под названием «Последний Шанс».
Всё больше возрастал интерес людей к бодибилдингу и пауэрлифтингу — «детям» тяжёлой атлетики — и Джо Вейдер провозгласил на весь мир свой знаменитый лозунг: «Бодибилдинг важен для построения здоровой нации». Авторитеты спорта сначала относились к бодибилдингу скептически, но стремительно развивающаяся спортивная наука констатировала, что упражнения с отягощениями обязательно должны стать частью тренировочного процесса в любом виде спорта. Культура построения тела во всех её аспектах остается с тех пор главной темой журнала.
Сначала это были широко известные в то время комиксы «Max Rep: Mr. Astrotitan 2206» иллюстратора Лиман Далли в 90-х годах. «Rep Max» был популярен на обложке с Сэнди Ридделл с января 1991 года, пока он и Квадра Блю не появились вместе на обложке полностью иллюстрированного журнала в ноябре 1993, затем на плакате. После продажи журнала «Blechman», он обратился к более "злостному" бодибилдингу, отходя от фитнеса.
Дэвид Блэкман оставил компанию «Twinlab» в 1996 году, которую возглавил один из его пятерых детей — Росс Блэкман, остальные братья заняли в компании ведущие руководящие должности. Издательство «Advanced Research Press» и журнал «Muscular Development» перешли в 2001 году в ведение Стива Блэкмэна, профессионального культуриста, бывшего вице-президентом «Twinlab» в течение 25 лет.
Под руководством Стива Блэкмэна журнал «Muscular Development» выходит и сейчас, включая новостные видеоролики на Ютубе и Фейсбуке, оставаясь в числе ведущих мировых изданий о профессиональном бодибилдинге в США, Румынии, России и других странах с фокусировкой на «натуральный бодибилдинг», тренировки силы и выносливости и науку о питании. Среди его текущих или прошлых сотрудников такие как: Майкл Колган, Дэн Дюшена, Джон Романо, Майк Ментцер.